# پمار
پمار (به فرانسوی: Pommard) یک کمون در فرانسه با جمعیت ۵۴۱ نفر است که در Canton of Beaune-Nord واقع شده‌است.